# Saint-Aignan-de-Couptrain
Saint-Aignan-de-Couptrain é uma comuna francesa na região administrativa da Pays de la Loire, no departamento de Mayenne. Estende-se por uma área de 17,42 km². Em 2010 a comuna tinha 378 habitantes (densidade: 21,7 hab./km²).